# Barton (Wight)
Barton – wieś w Anglii, na wyspie Wight. Leży 1 km na wschód od miasta Newport i 121 km na południowy zachód od Londynu.